# 錢錞
錢錞（1525年—1555年），字鳴叔，湖廣顯陵衛人，官籍，明朝政治人物、進士出身。

## 生平
嘉靖二十八年（1549年）己酉科湖廣鄉試第三十八名，后參加會試第一百七十三名。嘉靖二十九年，登進士第三甲第一百七十七名。授江阴县知县，嘉靖三十四年（1555年）六月，倭寇进犯江阴，錢錞率狼兵抵御，时已薄暮，雷雨大作，遇伏于九里山，狼兵溃散，錢錞及民兵八人被杀，追贈光禄寺少卿，立祠祭祀。
在江陵县东南五里有荆南三节祠，祭祀尚书愍节公劉儁、知州忠节公何忠，知县赠光禄少卿钱錞。三人。

## 家族
曾祖父錢通；祖父錢康；父親錢蕞。母趙氏。慈侍下。弟銖、鋕。

## 延伸阅读
[在维基数据编辑]
 《明史卷二百九十》，出自《明史》